# Gare de Ferencváros
La gare de Ferencváros (hongrois : Ferencváros pályaudvar, prononcé [ˈfɛɾɛntsvaːɾoʃ ˈpa:jɒudvɒɾ]) est une gare ferroviaire de Budapest. 

## Service des voyageurs

### Desserte
Ferencváro est une gare de transit pour les trains en provenance de la Gare de Budapest-Déli à destination de Vienne. Elle est également située sur la ligne ferroviaire circulaire de Budapest

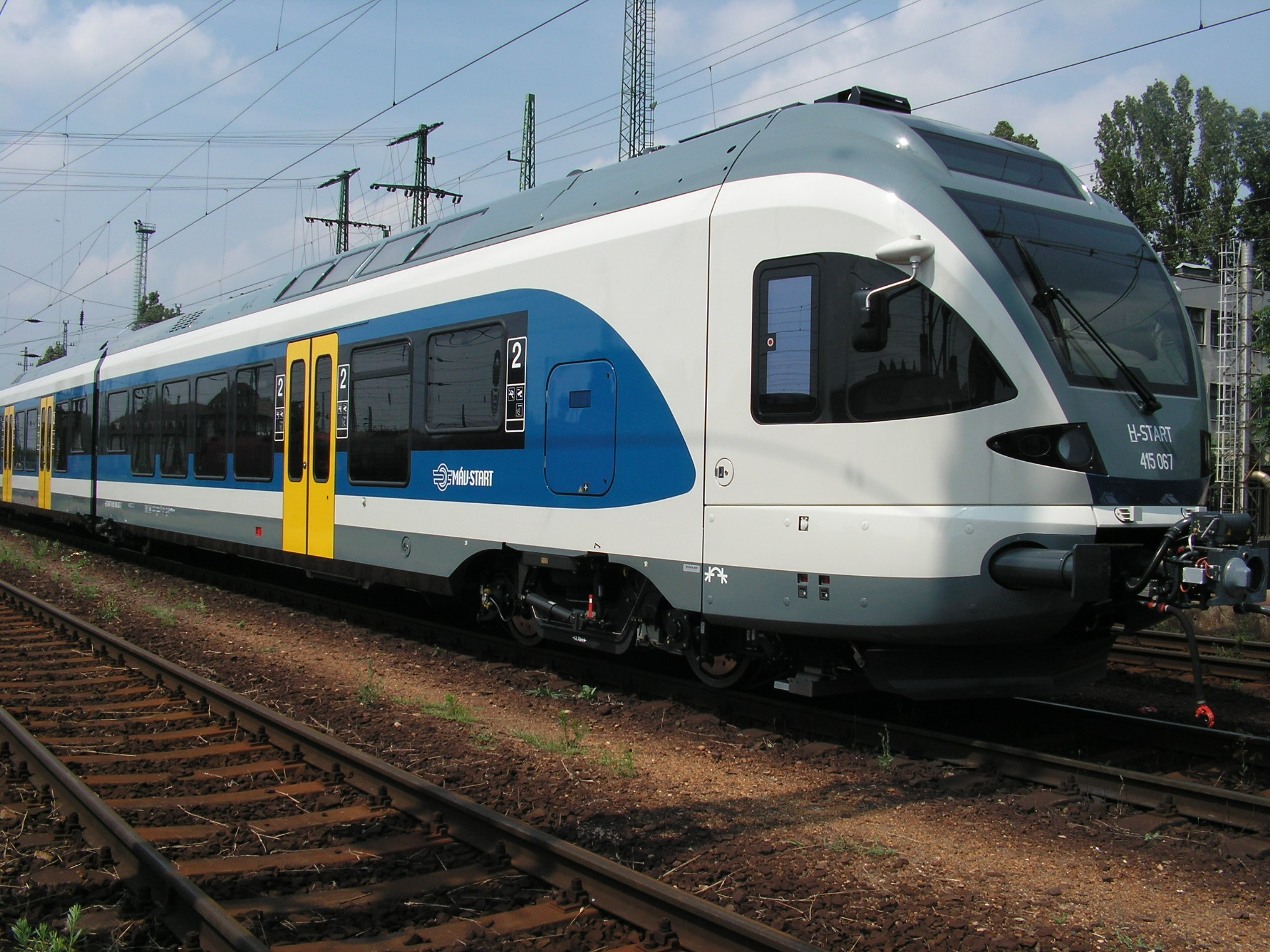
Train en gare en 2014.

### Intermodalité
La gare est desservie par les lignes  1 51A du tramway de Budapest et  281 du réseau de bus.